# Аронов, Александр Борисович
Александр Борисович Аронов (15 июня 1921, Москва — 23 ноября 1970, Москва) — режиссёр цирка и театра, писатель. Заслуженный деятель искусств РСФСР (1969).

## Биография
Родился в семье Бориса Михайловича Аронова, работника парфюмерной промышленности, и Зинаиды Захаровны Певзнер, врача-гинеколога-венеролога (была арестована по делу врачей-вредителей в начале 1950-х годов).
Вместе с отцом часто ходил на представления Московского цирка. Играл во всех школьных спектаклях. После окончания десятилетки, когда он сидел во дворе своего дома и готовился к экзаменам в ГИТИС, был сбит грузовиком, долго лежал в параличе. Через год, на костылях пришёл поступать на режиссёрский факультет, выдержал экзамен, но не был принят, поскольку у Аронова не слышало одно ухо, не видел правый глаз, половина лица была парализована. Однако в декабре 1940 года для вечера, посвященного Дню Конституции, Аронов написал сценарий и поставил его со студентами первого курса актёрского факультета; декан актёрского факультета увидел работу Аронова и сам предложил ему учиться на режиссёрском факультете.
Учёба была прервана Великой Отечественной войной. На десятый её день Аронов, несмотря на протесты врачей, ушёл добровольцем в студенческий батальон Красной Пресни, но через несколько месяцев вернулся по приказу о возвращении студентов.
Юрий Никулин вспоминал:

Мой друг Аронов, когда видел что-нибудь очень плохое — картину, клоунаду, плохого артиста, жуткий номер, — всегда говорил: «Что тебе сказать? Хуже этого только война!»

Аронов переехал в Омск, но состав Омского театра драмы был переполнен. Тогда Аронов поступил режиссёром и актёром в кукольный театр, где написал и поставил пьесу «В последний час — (окна ТАСС)». Он подружился с опытным режиссёром цирка Борисом Шахетом, который учил Аронова цирковой режиссуре, привлекал к постановке массовых городских представлений.
В 1943 году Аронов получил возможность вернуться в ГИТИС. На полях его письменной работы народный артист республики В. Г. Сахновский, тогда худрук МХАТа, написал: «Великолепно! Уверяю вас, вы будете тонким, вдумчивым, нужным режиссёром!» Другой его преподаватель, Ю. А. Завадский, говорил: «Я считаю Аронова очень способным человеком».
Аронов не только отлично учился на режиссёрском факультете у Завадского, но и работал у него в Театре имени Моссовета ассистентом режиссёра, а также играл небольшие роли. Учась на режиссёрском, он параллельно поступил на актёрский факультет к народному артисту СССР В. Я. Станицыну и стал его ассистентом по классу мастерства актёра. Аронов был бессменным режиссёром «капустников» — пародийных вечеров ГИТИСа и Театра имени Моссовета.
В 1944 году окончил ГИТИС. Местом первой работы стал Калининский областной драматический театр.

Мы сразу почувствовали в Аронове хорошие качества, редкие в начинающем режиссёре, — говорил главный режиссёр театра народный артист РСФСР Георгий Георгиевский. — У него была ясность замысла, умение довести его до актёра, способность к решению пространственных задач и какая-то казавшаяся врождённой профессиональность. А главное — горячий творческий темперамент и настоящая любовь к искусству.

Параллельно с работой в театре Аронов был художественным руководителем Калининского цирка, где пытался по-новому раскрыть таланты артистов. Например, заслуженный артист РСФСР акробат Владимир Довейко впервые в Калинине начал читать стихи и играть в цирковых спектаклях. В этом, как он сам говорил, была заслуга его первого режиссёра Аронова, до встречи с которым он был просто акробатом-прыгуном.
Аронов часто бывал в Москве, где познакомился с драматической актрисой Московского театра драмы и комедии (впоследствии ставшего Театром на Таганке) Ларисой Бухарцевой и женился на ней. В апреле 1947 года в Москве у них родилась дочь Людмила. Жили в коммунальной квартире на углу Цветного и Петровского бульваров. Через три года брак распался.
В 1951 году по приглашению Главного управления цирков Аронов стал штатным режиссёром Московского цирка и Центральной студии циркового искусства. Он осуществил ряд постановок, например, «Здравствуй, столица» в 1953 году, ставил программы Карандашу, Антонио и Шлискевичу, Юрию Никулину и другим; совместно с режиссёром Арнольдом Арнольдом ставил большие цирковые представления, создал клоунскую группу «Семеро весёлых», а с Евгением Кузнецовым и Арнольдом — программу «Дружба народов».
В любительском эстрадном коллективе Центрального дома работников искусств (ЦДРИ) «Первый шаг», в программе «Молодые москвичи», которую поставил режиссёр Аронов в 1955 году, начинали свой творческий путь певица Майя Кристалинская, вокальный квартет «Четыре Ю», артист и режиссёр Илья Рутберг, артист кино Савелий Крамаров, певица Ирина Подошьян.
Аронова пригласили режиссёром в Московский драматический театр имени Станиславского, но совмещать цирк и театр становилось все труднее, и он выбрал театр, где поставил такие спектакли, как «Трус» Александра Крона (1956), «О личном» Владимира Пистоленко (1957), «Раскрытое окно» Эмиля Брагинского (1958), «Здравствуй, Катя!» Михаила Львовского (совместно с народным артистом СССР Михаилом Яншиным, 1959), «Первый день свободы» Леона Кручковского (1960), «Винтовка № 492116» Александра Крона (1960), «Сейлемские ведьмы» Артура Миллера (1962), «Жизнь и преступление Антона Шелестова» Григория Медынского и В. Н. Токарева (1961).
Аронов не только ставил, но и играл: генерала фон Шратта в спектакле «Дни Турбиных», Крюгера в спектакле «Домик у моря» по С. Цвейгу (1956), полицейского и Иисуса Христа в спектакле «Де Преторе Винченцо» по пьесе Эдуардо Де Филиппо (1957), тюремщика в спектакле «Крошка Доррит» по Диккенсу (1953). Дочь Александра Аронова Людмила рассказывала, что, будучи ребёнком, пришла однажды в театр за кулисы и спросила у загримированного под тюремщика Аронова: «Как найти Александра Борисовича?»
Аронов был не только режиссёром, но и педагогом, воспитателем молодых актёров. Совместно с артистом Львом Елагиным он организовал при Театре им. Станиславского вечернюю молодёжную студию и руководил ею в течение семи лет на добровольных началах. Из этой студии вышло много актёров, впоследствии завоевавших ведущее место в театре и кино. В числе студийцев были: Никита Михалков, Виктор Павлов, Александр Пашутин, Елизавета Никищихина, Яков Покрасс, Александр Кобозев, Виктория Федорова, Евгений Стеблов, Инна Чурикова, Людмила Гаврилова, Борис Тираспольский, Александр Лахман, Борис Бурляев, Татьяна Ухарова и многие другие. «Мы чувствовали себя на седьмом небе» — так напишет о днях, проведённых в студии, Евгений Стеблов.
Выезжал в длительные командировки в Польшу для постановки уличных цирковых парадов и цирковых номеров. Когда в Польше вышел перевод его документальной повести «Пассажир без билета», он взял свою дочь Людмилу с собой «тратить гонорар в Варшаве» и, по её словам, по возвращении домой вручил ей польско-русский словарь, сказав: «Учи польский, он тебе ещё пригодится».
Иногда Аронов ставил различные цирковые представления. Наиболее крупное из них — цирковой спектакль на ВДНХ «Трубка мира» (1961) с участием клоуна Карандаша.
Как писал о нём Сергей Михалков, «В литературу для детей и юношества пришел со своей темой, несущей душевность и доброту, настоящий писатель, книги которого даже взрослые читали с удовольствием». В «Медвежьем цирке» (книга написана совместно с народным артистом РСФСР дрессировщиком Валентином Филатовым, издана в 1962) с настоящим драматизмом описывается черновая работа дрессировщика, рассказывается о повадках львов, медведей, слонов и других четвероногих артистов. В повести «Цирк приехал!» (издана в 1963) речь идёт о мальчике, который решил стать артистом и сумел этого достичь, пережив много грустных и веселых приключений. Озорной и добродушный писатель не только веселит и развлекает ребят, но и учит их разбираться в жизни.
В 1965 году Аронов снова вернулся в цирк режиссёром-постановщиком. Этот период его работы запечатлён на пленках киножурнала «Новости дня» Союзгосцирка. На ВДНХ он поставил представление «День цирка» (1967), а в 1968 году в Центральной студии циркового искусства совместно со спортсменом-тяжелоатлетом и артистом Григорием Новаком поставил аттракцион «Атлетическая поэма» (исполнители — Новак с сыновьями).
Одновременно Александр Аронов продолжал писать. Его повесть «Пассажир без билета» (издана в 1967) об артисте цирка Льве Осинском, который вследствие боевого ранения во время Великой Отечественной войны потерял руку, и о его возвращении к любимой цирковой профессии, сначала вышла в сокращённом варианте в журнале «Юность», а затем, с продолжением, печаталась в нескольких номерах журнала «Советская эстрада и цирк». Повесть была хорошо принята и читателями, и критикой. А писатель сразу начал работу над следующим произведением — «Браво, Аракс!», — посвященным жизни и творчеству первой в СССР женщины — укротительницы львов Ирины Бугримовой.
Последней работой Аронова в цирке стало представление «Цирк на воде» (1970), поставленное им по сценарию, написанному в соавторстве с поэтом Сергеем Михалковым для арены Нового московского цирка.
В ноябре 1970 года после очередного инфаркта Аронов умер. Урна с прахом А. Б. Аронова захоронена на Даниловском кладбище в Москве.
В апреле 1971 года у дочери Аронова Людмилы и её мужа, режиссёра Москонцерта Александра Лахмана, бывшего участника студии Аронова, родился сын, которого в память деда назвали Александром. Последняя книга А. Б. Аронова «Браво, Аракс!» была издана посмертно, а повесть «Пассажир без билета» была переведена и переиздана в Польше (обе изданы 1971). В 1975 году в Польше была переиздана книга «Браво, Аракс!». Во время поездки в Польшу по издательским делам отца Людмила, уже будучи в разводе с первым мужем, познакомилась в цирке с джазовым музыкантом и вышла за него замуж. В Варшаве в 1977 году родилась внучка Аронова — Катажина. Немецкий перевод книги Аронова и Филатова «Медвежий цирк» пользовался в Германии таким спросом, что книга издавалась трижды, в 1969, 1971 и в 1981 годах
В 1976 году по мотивам повести «Пассажир без билета» был создан телефильм «Эквилибрист». В 1987 году по повести «Цирк приехал!» был снят одноимённый трёхсерийный телефильм.

## Театральные работы

### Режиссерские работы в Московском театре имени К. С. Станиславского
- «Трус», А. Крон (1956)
- «Домик у моря», С. Цвейг (1956)
- «О личном» (совместно с М. Яншиным) (1957)
- «Раскрытое окно», Э. Брагинский (1958)
- «Здравствуй, Катя», М. Львовский (совместно с М. Яншиным) (1959)
- «Первый день свободы», Л. Кручковский (совместно с М. Яншиным)(1960)
- «Винтовка № 492116», А. Крон (1960)
- «Жизнь и приключения Антона Шелеста», Г. Медынский, В. Токарев (1961)
- «Сейлемские ведьмы», А. Миллер (1962)